# 招州
招州，绥远军，刺史州。辽朝的州。
辽圣宗开泰三年（1014年）以女直户置招州绥远军。隶西北路招讨司。在今蒙古国布尔干省布日格杭盖苏木额木格尼图（Эмгэнтийн хэрэм）古城，属于鄂尔浑河东岸，西南面是回鹘富贵城。金朝时地入克烈部。也有观点认为青陶勒盖古城为辽招州。